# Gran Compañía catalana

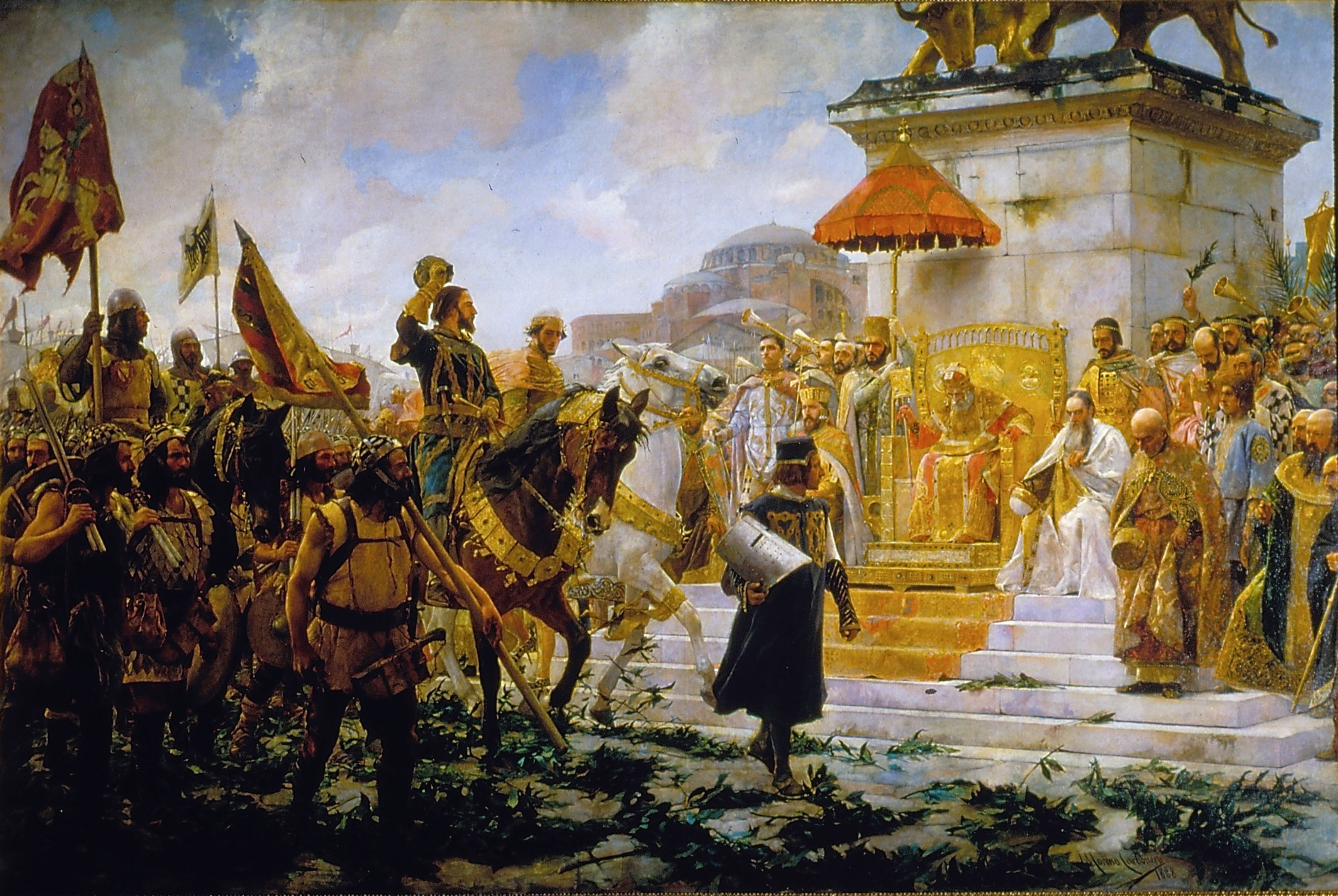
Entrada de Roger de Flor en Constantinopla, de José Moreno Carbonero. 1888. (Palacio del Senado de España).

La Gran Compañía catalana (Exercitus francorum, Societas exercitus catalanorum, Societas cathalanorum, Magna Societas Catalanorum) o de almogávares fue una compañía de mercenarios liderada por Roger de Flor a comienzos del siglo XIV y contratada por el emperador bizantino Andrónico II Paleólogo para combatir el creciente poder de los turcos otomanos en Anatolia. Estuvo formada por almogávares aragoneses, catalanes y valencianos veteranos de la Guerra de Sicilia principalmente, aunque entre sus filas contaban con gentes de orígenes diversos como navarros, teniendo al líder Corberan d'Alet de ejemplo, los cuales habían quedado desocupados tras la firma en 1302 de la Paz de Caltabellotta entre la Corona de Aragón y la dinastía francesa de los Anjou.

## Llegada a Constantinopla. Masacre de los genoveses
La Gran Compañía partió de Mesina con treinta y seis naves (entre ellas dieciocho galeras) y transportes con un total de ocho mil hombres (mil quinientos caballeros, cuatro mil almogávares y un número indeterminado de criados y personal auxiliar). Las cifras exactas son motivo de disputa, pues aunque el dato aportado por Ramón Muntaner es dado por bueno por los historiadores Francisco de Moncada y Jorge Paquimeres, Nicéforo Grégoras da una cifra total de tan solo mil hombres.
Tras una breve escala en Monemvasia, la Gran Compañía arribó a Constantinopla en enero de 1303, donde fue recibida por el Emperador y alojada en el barrio de Blanquerna. Roger de Flor contrajo allí matrimonio con la princesa de quince años María Asanina, hija del zar de Bulgaria Iván Asen III y la hermana de Andrónico Irene Paleóloga, adquiriendo así el título de Gran Duque.
La llegada de este nuevo contingente mercenario convulsionó el equilibrio de poderes que sostenía al Imperio bizantino; en especial irritó a los genoveses, que vieron la llegada de los aragoneses como una intromisión de la Casa de Aragón en el área de influencia de la República de Génova: el Mediterráneo oriental y el Imperio bizantino. El conflicto armado no tardó en desencadenarse, resultando muertos en la confrontación unos tres mil genoveses (incluido su capitán Roseo del Final) en lo que fue llamada Masacre de los genoveses (septiembre de 1303).

## Campañas en Anatolia

### Batalla del río Cízico (1303)
Tras estos incidentes y la reciente derrota de los bizantinos en la batalla de Bafea, el emperador ordenó a Roger de Flor trasladar lo antes posible a sus almogávares al frente de batalla en Anatolia. Así, comandada la marina por el almirante aragonés Ferran de Ahonés, las tropas de Roger de Flor desembarcaron en el cabo de Artacio, cerca de las ruinas de la antigua Cízico, y muy pronto consiguieron una gran victoria frente a los turcos del Emirato de Karesi en la denominada batalla del río Cízico (octubre de 1303). Más que una batalla se trató de una nueva masacre: los almogávares atacaron por sorpresa el campamento de turcos oghuz situado en el cabo de Artacio, matando a unos tres mil caballeros y diez mil infantes y capturando a muchas mujeres y niños. Tras esta victoria, Roger de Flor decidió posponer su marcha sobre Filadelfia y pasó el invierno en el cabo de Artacio, posición que contaba con buenas defensas y un fácil abastecimiento. Durante este periodo Ferran Jiménez de Arenós abandonó temporalmente la compañía por desavenencias con Roger de Flor, poniéndose al servicio del duque de Atenas. Roger de Flor, por su parte, aprovechó la espera para viajar con su mujer a Constantinopla con cuatro galeras, reclamar la paga al Emperador y planificar con él las próximas campañas. Andrónico II pagó holgadamente a Roger de Flor y le encomendó la liberación de Filadelfia.
A su vuelta a Cízico, Roger de Flor encontró que sus tropas, siempre indisciplinadas, habían gastado ya el doble o triple de sus pagas y se habían dado al pillaje (cuentan los historiadores griegos que la región de Cízico se encontraba devastada por los saqueos de los almogávares, hasta tal punto que la hermana del emperador Andrónico hubo de acudir a la ciudad para exhortar a Roger la salida inmediata de sus tropas a Filadelfia). Roger de Flor resolvió perdonar las deudas de sus soldados y darles su paga correspondiente.

### Batalla de Germe
La campaña de 1304 se inició con un mes de retraso debido a continuas disputas entre almogávares y alanos, que provocaron trescientos muertos en el bando de los segundos. Al fin, a primeros de mayo, Roger de Flor comenzó la campaña con seis mil almogávares y mil alanos con el objetivo de liberar Filadelfia, que en esos momentos sufría el asedio de Yakup bin Ali Şir, gobernador del poderoso Emirato de Germiyan-oğhlu. Transcurridos unos días, los almogávares llegaron a la ciudad bizantina de Achyraus y descendieron por el valle del río Kaikos hasta llegar a la ciudad de Germe, plaza fuerte bizantina que había caído en manos de los turcos. Los turcos que allí se encontraban trataron de huir a toda velocidad, pero su retaguardia fue masacrada por las tropas de Roger de Flor en la batalla de Germe.

### Batalla de Aulax y liberación de Filadelfia
Tras la victoria en Germe, la Compañía reanuda su marcha atravesando Chliara y Tiatira, internándose en el valle del río Hermos con dirección a Filadelfia. Por el camino se detienen en diversas plazas, comportándose con dureza con los gobernadores bizantinos por su falta de valor. Roger de Flor planeó incluso ahorcar a algunos de ellos, habiéndonos llegado el nombre del capitán búlgaro Sausi Crisanislao que finalmente logró el perdón.
Al enterarse de la inminente llegada de la Gran Compañía, el bey Yakup bin Ali Şir, cabeza de la coalición de las tropas turcas de los emiratos de Germiyan-oğhlu y Aydın-oğhlu, decide levantar el sitio sobre Filadelfia y enfrentarse a la Gran Compañía en un campo de batalla propicio, con ocho mil caballeros y doce mil infantes.
Roger de Flor se puso al mando de la caballería, dividiéndola en tres contingentes con criterio étnico (los hombres a caballo de la Compañía, luego los alanos, y finalmente los griegos), mientras Corbarán de Alet haría lo propio con la infantería, obteniendo una gran victoria sobre los turcos en la batalla de Aulax, donde tan sólo lograron escapar con vida quinientos infantes y mil caballeros. Tras esta batalla Roger de Flor entró triunfalmente en Filadelfia, siendo recibido por sus magistrados y por el obispo Teolepto.
Habiendo cumplido ya la misión principal encomendada por el emperador, Roger de Flor decidió consolidar la defensa de Filadelfia conquistando las fortalezas próximas que habían caído en manos de los turcos. Así, los almogávares marcharon al norte hacia la fortaleza de Kula, provocando la huida de los turcos que allí se encontraban. La guarnición griega de Kula recibió a Roger de Flor como un liberador, pero este, no entendiendo cómo una fortaleza aparentemente inexpugnable había caído en manos de los turcos sin presentar batalla, decapitó al gobernador y condenó a la horca al comandante. La misma dureza fue aplicada cuando, días más tarde, los almogávares tomaron la fortaleza de Furnes, situada aún más al norte. Tras esto, Roger de Flor regresó con sus tropas a Filadelfia para reclamar el pago de sus contribuciones de guerra.

### Ocupación de Magnesia
Los capitanes de la Compañía resolvieron entonces atacar las provincias marítimas de los otomanos. Así, desde Filadelfia la Compañía retrocedió por el valle del río Hermos y entró en la prefectura de la ciudad de Magnesia del Sipilos, el único territorio de Anatolia que permanecía bajo control de los bizantinos. Magnesia del Sipilos contaba con unas sólidas murallas y se encontraba a pocos kilómetros de la isla de Quíos, donde estaba anclada la flota de la Compañía a las órdenes de Fernando de Ahones. Dadas las circunstancias, Roger de Flor decide ocupar la ciudad bizantina para establecerla como cuartel general, trasladar allí el botín de guerra y acantonar a sus tropas. Para los griegos, Roger de Flor comenzaba a actuar no tanto como un mercenario o caudillo militar, sino como el gobernador de toda Anatolia, granjeándose así la enemistad del prefecto Nostongos Ducas y el gobernador de la ciudad de Magnesia, Demetrios Ataliota. Nostongo Ducas viajó a Constantinopla para denunciar los hechos ante el emperador, causando consternación en la capital.

### Batalla de Tira
Tras dejar el botín y una pequeña guarnición de almogávares en Magnesia, las tropas de Roger de Flor llegaron a la ciudad de Nif, recibiendo allí la petición de auxilio de dos habitantes de Tira. En efecto, las tropas otomanas supervivientes de la batalla de Aulax unidas a las del Emirato de Menteşe-oğhlu habían comenzado un ataque conjunto sobre Tira. Roger de Flor apartó entonces a la mitad de sus tropas y ordenó a la otra mitad que regresase a Magnesia del Sipilos. Las tropas a las órdenes de Roger de Flor iniciaron una marcha a gran velocidad llegando a las murallas de Tira en plena noche, desde donde entraron en la ciudad sin que los turcos descubrieran su presencia. La denominada batalla de Tira comenzó a la mañana siguiente, cuando los turcos se agruparon en una llanura cercana a la ciudad para preparar el asalto, confiados en encontrar en Tira sólo una pequeña guarnición de soldados griegos.
Ya dentro de Tira, Roger de Flor ordenó a su senescal Corberan d'Alet que preparase un destacamento formado por doscientos hombres a caballo y dos mil almogávares. Cuando los turcos se aproximaron a las murallas, las tropas acaudilladas por Corberan d'Alet salieron violentamente de la ciudad y embistieron a las aterrorizadas tropas otomanas, que en poco tiempo sufrieron la pérdida de setecientos hombres a caballo y de aún más soldados de infantería. Presos del pánico, el resto de los turcos a caballo emprendieron la huida hacia las montañas mientras eran perseguidos por la caballería almogávar.
Corberan d'Alet decidió mantener la persecución contra los turcos en retirada cuando estos comenzaron a trepar por las montañas, para lo cual ordenó desmontar a sus caballeros y proseguir la ascensión. En respuesta, los turcos hostigaron a los almogávares lanzando piedras y disparando flechas, una de las cuales dio muerte a Corberan d'Alet impactando en su cabeza, pues justo en aquel momento se había quitado su casco. Las tropas almogávares, conmocionadas por la muerte del senescal de la Compañía, interrumpieron la persecución y se replegaron a Tira portando el cadáver de Corberan d'Alet, permitiendo así la huida de los turcos supervivientes.
Cuando las tropas volvieron a Tira, informaron inmediatamente a Roger de Flor de la muerte de su senescal, ordenando aquel que Corberan d'Alet fuese enterrado con todos los honores en la Iglesia de San Jorge, situada a dos leguas de la ciudad de Tira, y que su sepulcro fuese bellamente decorado. La Compañía permaneció acantonada ocho días más en Tira.

### Llegada de Bernat de Rocafort
Mientras se libraba la batalla de Tira, Bernat de Rocafort llegó a Constantinopla procedente del Reino de Sicilia. Bernat no se había unido a la Compañía el año anterior por negarse a aceptar los términos de la Paz de Caltabellota que le obligaba a devolver dos castillos que había conquistado al Reino de Nápoles. Finalmente, en julio de 1304 decide unirse a la Compañía y parte con rumbo a Constantinopla con doscientos caballeros, mil almogávares y dos galeras. Allí es recibido por Andrónico II, el cual le comunica que la Gran Compañía se encuentra en la isla de Quíos. Bernat pone entonces rumbo a Quíos, donde se reúne con la flota capitaneada por Fernando de Aones, y juntos navegan a Ania. Ya en Ania es recibido por Ramón Muntaner, el cual le condujo hasta Éfeso, donde ya se encontraba Roger de Flor. Este nombró a Bernat nuevo senescal de la Compañía (reemplazando al fallecido Corberan d'Alet), le casó con su hija (que había sido prometida anteriormente a Corberan) y le proporcionó cien caballos y dinero. A continuación Roger de Flor y Bernat marchan a Ania, no sin antes pedir nuevas contribuciones de guerra en Éfeso, en la que una vez más Jorge Paquimeres reporta numerosos abusos y saqueos de los almogávares.
Al quedar Tira indefensa tras su marcha, Roger de Flor determinó encomendar su protección al aragonés Diego de Orós con treinta caballeros y cien infantes.

### Batalla de Ania
Por su parte, las tropas supervivientes del Emirato de Aydin consiguieron reagruparse en torno a Ania, atemorizando a su población. Ante esta provocación, los almogávares decidieron salir de inmediato contra ellos, en completo desorden y sin recibir órdenes de ninguno de sus capitanes, a pesar de lo cual lograron una nueva victoria, dando muerte a mil caballeros y dos mil infantes turcos.
Tras esta nueva victoria, los capitanes resolvieron retornar a las provincias orientales buscando una gran confrontación con los turcos en el interior de Anatolia, ya que el escaso número de soldados de la Compañía no permitía guerras de ocupación.

### Batalla de Kibistra
En julio de 1304 la Compañía había emprendido la marcha a través de las regiones de Caria y Licaonia, enlazando con la vía que dos siglos antes habían seguido los cruzados en su camino a Tierra Santa.
Finalmente la Compañía llegó hasta las Puertas Cilicias en las faldas de los Montes Tauro, que separaban la región de Cilicia del reino cristiano de Armenia.
Al adelantarse la caballería para reconocer el terreno, descubrió en un valle un gran contingente de tropas otomanas (veinte mil infantes y diez mil caballeros), restos de anteriores derrotas, reagrupadas con objeto de tender una emboscada. Una vez descubiertos, los turcos salieron al llano y ambos ejércitos se prepararon para una gran batalla en campo abierto (15 de agosto de 1304).
Pese a la desproporción numérica entre ambas fuerzas, Roger de Flor no eludió el combate, poniéndose al frente de la caballería. Bernat de Rocafort y Marulli hicieron lo propio con los almogávares, los cuales mostraban gran optimismo felicitándose los unos a los otros por la victoria antes de entablar combate y profiriendo su famoso grito de guerra "¡Desperta Ferro, Desperta!" mientras golpeaban el suelo con las conteras de sus lanzas.
Por fin, las tropas de la Gran Compañía corrieron al encuentro de las tropas turcas y se entabló combate, haciendo valer en un principio los turcos su ventaja numérica. Pero cuando la batalla parecía decidida en favor de los otomanos, los almogávares cargaron de nuevo contra sus enemigos al grito: "Aragón, Aragón" y, con renovada energía, consiguieron abrir brechas en el ejército rival, aislándolo y aniquilándolo. La batalla prosiguió aún hasta el crepúsculo, dándose entonces a la fuga los restos del ejército otomano, los cuales fueron perseguidos por la caballería hasta casi el amanecer. Se cuenta que los almogávares pasaron la noche en vela con las armas en la mano esperando un contraataque de los turcos, que nunca se produjo.
A la mañana siguiente, Roger de Flor procedió al reconocimiento del campo de batalla, sorprendiéndose de la magnitud de su victoria: no menos de seis mil caballeros y doce mil infantes turcos murieron en la batalla. Los almogávares comenzaron entonces a pedir a gritos proseguir la marcha a través de los montes Tauro, llegar hasta Armenia y recuperar en poco tiempo lo que el Imperio bizantino había perdido en muchos siglos, pero los capitanes juzgaron temerarios sus deseos.

## Traición bizantina (1305)

### Sitio de Magnesia
Tras la importante victoria de Kibistra, la Compañía decidió regresar a Ania y pasar en ella el invierno, pues la falta de expertos reconocedores del terreno hacía muy imprudente el avance. Durante esta retirada, atravesando plazas anteriormente conquistadas a los turcos, los historiadores griegos reportan numerosas muestras de saqueo, abusos y crueldad por parte de los soldados, superiores según ellos a las sufridas bajo el yugo otomano.
Llegando a Magnesia del Sipilos, sin embargo, la Compañía fue informada de un terrible suceso: la población local, con su capitán Ataliote al frente y con apoyo de los alanos, había degollado a la guarnición de la Compañía en la ciudad y saqueado sus tesoros. Informado de esto, Roger de Flor puso sitio de forma inmediata a la ciudad.
Pero el asedio hubo de ser levantado al poco tiempo por orden del emperador Andrónico, que solicitó el auxilio de la Compañía para defender al príncipe de Bulgaria (cuñado de Roger) de un levantamiento encabezado por su propio tío. El historiador Nicéforo Grégoras incide, sin embargo, en la imposibilidad de la Compañía de quebrar la resistencia de Magnesia, que usó la llamada del Emperador como pretexto. Por aquel entonces, los quinientos alanos que todavía permanecían del lado de la Compañía, desertaron.

### Asesinato de Roger de Flor y masacre de Adrianópolis
Tras dos años de campañas victoriosas contra los turcos, la indisciplina y el carácter de ejército extranjero en el corazón del Imperio fueron vistos como un peligro creciente, y el 30 de abril de 1305 el hijo del emperador (Miguel IX Paleólogo) ordenó a unos mercenarios alanos el asesinato de Roger de Flor y el exterminio de la Compañía en Adrianópolis mientras asistían a un banquete ofrecido por el propio emperador, pereciendo así unos cien caballeros y mil infantes. Posteriormente el Emperador atacaría Galípoli, que se encontraba defendida por los restos de la Compañía bajo el mando de Berenguer de Entenza, el cual había llegado poco antes con 9 galeras de la corona. El ataque resultó infructuoso pero diezmó a la Compañía. Berenguer fue capturado por los genoveses y liberado poco después. Después de estos eventos la Compañía contaba sólo con doscientos seis jinetes, mil doscientos cincuenta y seis infantes y no tenía un líder claro, pero aun así consiguió derrotar a las fuerzas del emperador en una nueva batalla en Apros (1305).

## La Venganza catalana
A pesar de la muerte de su líder y de gran parte de sus efectivos, la Compañía logró sobrevivir y se hizo fuerte en Tracia y Macedonia, devastando durante dos años el territorio bizantino en lo que se llamó la Venganza catalana. El recuerdo de esta devastación perduraría en la memoria de los pueblos de la zona durante siglos, de tal forma que los monjes del Monte Athos llegaron a prohibir la entrada a ciudadanos catalanes hasta el año 2005.

### Sitio de Galípoli
Las tropas bizantinas, formadas por catorce mil caballeros y treinta mil infantes entre griegos, alanos y turcopolos, ponen cerco a Galípoli.
Asediado Berenguer de Entenza, nuevo caudillo de la Compañía, envía embajadores a Sicilia para pedir auxilio. Entenza planea una razia contra Constantinopla y parte hacia Recrea con 5 galeras, dejando en Galípoli una hueste formada por doscientos seis a caballo y mil doscientos cincuenta y seis infantes a pie, capitaneados por Ramón Muntaner (como capitán de Galípoli), Bernat de Rocafort (Senescal) y seis caballeros (Ramón Muntaner cita a Guillem de Siscar, Ferran Gorí, Joan Peris, Guillem Peris de Caldes y N'Eixemèn d'Alberó).

### Dominio de la Tracia
Y sin más tropas, el Imperio Bizantino no pudo impedir que los catalanes devastaran la Tracia donde redujeron a la esclavitud a la población que sobrevivió a la masacre y con los emperadores Andrónico y Miguel sin atreverse a salir de Constantinopla y Adrianópolis.
Los almogávares se dedicaron a saquear y masacrar a la población de las diferentes ciudades de la Tracia, dejando de lado las ciudades más fortificadas, para evitar bajas. La situación de indefensión de los nativos era total, quedando éstos a la furia almogávar. Ramón Muntaner nos ilustra esta situación haciendo mención del caso de un almogávar (Peric de Clara), que habiendo perdido todo lo que tenía jugando tomó sus dos hijos y se adentró hasta los jardines de Constantinopla donde hizo prisioneros a dos mercaderes genoveses y volvió a Galípoli con ellos sin ninguna oposición, consiguiendo un provechoso rescate.
Así pues, la Compañía toma las ciudades de Redostó y Panido, situadas a unos 96,5 kilómetros de Constantinopla, exterminando sus habitantes.
Dadas las bajas sufridas, la Compañía fue reclutando nuevos efectivos entre los griegos desertores, italianos y turcos cristianos, que contribuían así a aumentar las tropas a disposición de Berenguer de Entenza y de Moncada. Además, Fernando Jiménez de Arenós desembarca en Mádito en 1306 con ochenta almogávares de refuerzo.
Fernando Jiménez de Arenós toma una partida de sesenta caballeros y trescientos almogávares y se dirige al castillo de Mádito, situado a la entrada de los Dardanelos; después de asediarlo lo toma en el mes de julio.
La compañía se divide en tres partes: Fernando Jiménez de Arenós quedó en Mádito, Ramón Muntaner en Galípoli y Bernat de Rocafort en Redostó y Panido.

### Defensa de Galípoli
Paralelamente veinticinco galeras, dieciocho genovesas y siete bizantinas, bajo el mando de Antonio Spinola intentaron conquistar Gallípoli. La decidida defensa llevada a cabo por las mujeres y los pocos hombres disponibles bajo el mando de Ramon Muntaner hicieron fracasar este intento.
En 1306 los turcos reconquistaron Anatolia porque el emperador Andrónico no pudo hacer frente a su avance, principalmente por la falta de fuerzas.
Conocedores de las victorias de la Compañía, una hueste de turcos formada por mil doscientos hombres a caballo y doscientos a pie comandados por Ximelic se unieron a ella. Poco después, la compañía recibió mil turcopolos que habían estado al servicio del Imperio bizantino, con lo que la Compañía aumentó sus fuerzas en dos mil doscientos hombres a caballo y doscientos hombres a pie.

## Confrontaciones internas. Ducados de Atenas y Neopatria. Fin de la Compañía
Posteriormente la Compañía sufriría un periodo de confrontaciones internas provocado por las disputas e intereses de las potencias extranjeras, deseosas de controlarla. Así, Federico III de Sicilia asignó al infante Fernando de Mallorca a Galípoli como capitán de la misma, pero esta decisión fue contestada por uno de los líderes de la Compañía, Bernat de Rocafort, mientras que otros como Berenguer de Entenza y Fernán Jiménez de Arenós aceptaron el nombramiento del infante. La lucha concluyó con la marcha de Fernán y del infante, quedando Bernat de Rocafort como jefe de la Compañía. El administrador Ramón Muntaner también abandonaría la Compañía, escribiendo más tarde una crónica sobre la misma.
Tras este periodo de luchas internas, Bernardo de Rocafort ofreció los servicios de la Compañía a Carlos de Valois para fortalecer sus aspiraciones sobre el Imperio bizantino. En 1309, Teobaldo de Cepoy, representante de Carlos de Valois, ordena el arresto de Bernardo de Rocafort y lo envía a Nápoles, donde moriría de hambre el mismo año.
En 1310 el nuevo líder de la Compañía Roger Desllor ofreció sus servicios a Gualterio V de Brienne, duque de Atenas, limpiando en menos de un año el ducado de todos sus enemigos. Sin embargo, el duque no se avino a pagar la cantidad acordada por sus servicios, desatando las iras de la Compañía, que decidió declarar la guerra al duque y darle muerte en la batalla del río Cefiso el 15 de marzo de 1311. En un corto espacio de tiempo, la Compañía asumió no sólo el control del Ducado de Atenas, sino que extendió sus dominios a la ciudad de Tebas y a Tesalia, convirtiendo esta última en el Ducado de Neopatria, donde se establecieron como señores feudales. Al tomar posesión de estos ducados en nombre de la Corona de Aragón y negarse a devolverlos a su legítimo heredero, el Papa instó a la Compañía a devolver el territorio, siendo excomulgados al negarse éstos en 1318.
Ambos ducados permanecieron en manos de la Gran Compañía como vasallos de la Corona de Aragón hasta 1388-1390, cuando fueron derrotados por la Compañía Navarra comandada por Pedro de San Superano, Juan de Urtubia y las tropas florentinas de Nerio I Acciaioli de Corinto. Los descendientes de este último controlaron los ducados hasta 1456, cuando fueron conquistados por el Imperio otomano. Por aquella época, la Gran Compañía había dejado de existir.